# Piero Pioppo

Wappen von Piero Pioppo

Piero Pioppo (* 29. September 1960 in Savona) ist ein italienischer Geistlicher, römisch-katholischer Erzbischof und Diplomat des Heiligen Stuhls.

## Leben
Der Bischof von Acqui, Livio Maritano, weihte ihn am 29. Juni 1985 zum Priester.
Papst Benedikt XVI. ernannte ihn am 25. Januar 2010 zum Titularerzbischof pro hac vice von Torcello und Apostolischen Nuntius in Kamerun und Äquatorialguinea. Die Bischofsweihe spendete ihm Kardinalstaatssekretär Tarcisio Bertone SDB am 18. März desselben Jahres; Mitkonsekratoren waren Nestorius Timanywa, Bischof von Bukoba, und Pier Giorgio Micchiardi, Bischof von Acqui. Als Wahlspruch wählte er Quasi lignum super aquas.
Am 8. September 2017 ernannte ihn Papst Franziskus zum Apostolischen Nuntius in Indonesien. Zusätzlich zu dieser Aufgabe ernannte ihn der Papst am 19. März 2018 zum Apostolischen Nuntius beim Verband Südostasiatischer Nationen.